# Peter Norfolk
Peter Robert Norfolk, OBE (* 13. Dezember 1960 in London) ist ein ehemaliger britischer Rollstuhltennisspieler.

## Karriere
Peter Norfolk sitzt aufgrund eines Motorradunfalls seit seinem 19. Lebensjahr im Rollstuhl. Erst im Alter von 30 Jahren begann er mit dem Rollstuhltennis und wurde bereits im Folgejahr Profi.
Norfolk, der in der Klasse der Quadriplegiker spielt, erreichte im September 2003 erstmals die Spitze der Weltrangliste im Einzel. Er gewann die Australian Open viermal: 2008, 2009, 2010 und 2012. Die US Open gewann er 2007 und 2009. Beim Wheelchair Tennis Masters sicherte er sich 2006, 2009 und 2010 den Titel. Auch im Doppel feierte er mehrere große Turniersiege. Die Australian Open gewann er 2011 und 2012 und bei den US Open erreichte er dreimal das Endspiel. Das Masters gewann er im Doppel in den Jahren 2003, 2004 und 2010.
Bei den Paralympischen Spielen nahm Peter Norfolk, seit der erstmaligen Austragung der Quadriplegiker-Klasse 2004 in Athen, dreimal teil. 2004 und 2008 in Peking gewann er im Einzel die Goldmedaille, 2012 in London scheiterte er im Viertelfinale. Im Doppel errang er 2004 und 2012 die Silbermedaille, 2008 gewann er Bronze. Bei allen drei Spielen trat er dabei mit unterschiedlichen Partnern an. Bei den Spielen 2012 im eigenen Land war er Flaggenträger der britischen Paralympics-Mannschaft. 2013 beendete er seine Karriere.
Peter Norfolk ist verheiratet und hat zwei Kinder. 2005 wurde er zum MBE ernannt, 2009 folgte die Ernennung zum OBE.